# Kirchtroisdorf
Kirchtroisdorf ist ein Stadtteil von Bedburg im Rhein-Erft-Kreis, Nordrhein-Westfalen. Ortsbürgermeister für Kirchtroisdorf und Kleintroisdorf ist Achim Renner (CDU).

## Lage
Kirchtroisdorf liegt nordwestlich von Bedburg. Im Ort kreuzen sich die Landstraße 277 und die Kreisstraße 37. Nordöstlich des Dorfes verläuft die Bundesautobahn 61. Kirchtroisdorf lag an der Bahnstrecke Bedburg–Ameln.

## Geschichte

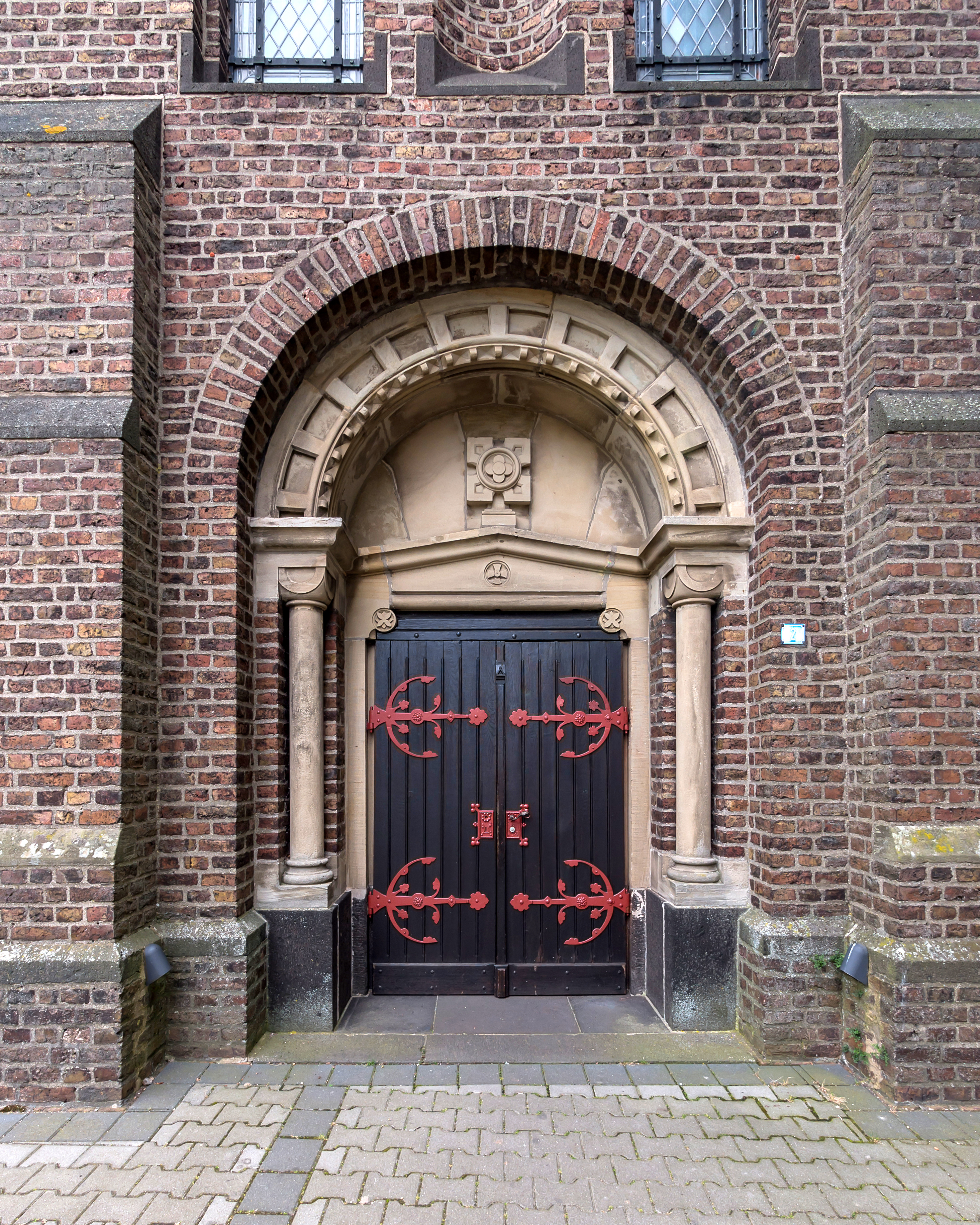
Kath. Pfarrkirche Westportal

Kirchtroisdorf und Kleintroisdorf waren schon im frühen Mittelalter besiedelt, wie archäologische Funde zeigen. Die erste urkundliche Erwähnung erfolgte 1131. Früher war das Dorf Sitz des Rittergeschlechts von Troisdorf. Mit der Hofesfeste war eine Kapelle verbunden, die um 1300 als Pfarrkirche bezeichnet wird.
Erst zu Beginn des 14. Jahrhunderts werden die beiden Orte getrennt bezeichnet.
Die katholische Pfarrkirche St. Matthias in Kirchtroisdorf ist ein schlichter Backsteinsaal. Die Pfarre gehört zum Erzbistum Köln.

## Bildung
In Kirchtroisdorf gab es zwei Kindergärten. Im Sommer 2008 wurde der Kindergarten in Trägerschaft der katholischen Kirchengemeinde geschlossen. Der zweite Kindergarten, das Montessori-Kinderhaus, wurde bis 2019 von der Elterninitiative Springmäuse e. V. geleitet, bis dieser an die Stadt Bedburg im Sommer als Träger abgegeben wurde.

## Verkehr
Die VRS-Buslinie 905 der Rhein-Erft-Verkehrsgesellschaft verbindet den Ort mit Bedburg und Königshoven. Zusätzlich verkehren einzelne Fahrten der auf die Schülerbeförderung ausgerichteten Linie 987.
| Linie | Verlauf |
| ----- | --- |
| 905   | Stadtbus Bedburg: Bedburg Bf – Bedburg-West – Kirchtroisdorf – Grottenherten – Kirchherten – Pütz – Königshoven – Kaster – Lipp – Bedburg Rathaus – Bedburg Bf – Blerichen – Kirdorf |
| 987   | Schülerverkehr Bedburg |